# Diphyus duodecimguttorius
Diphyus duodecimguttorius là một loài tò vò trong họ Ichneumonidae.